# Fouchères (Aube)
Fouchères település Franciaországban, Aube megyében. Lakosainak száma 507 fő (2022. január 1.). Fouchères Chappes, Chauffour-lès-Bailly, Courtenot, Jully-sur-Sarce és Virey-sous-Bar községekkel határos.

## Népesség
A település népessége az elmúlt években az alábbi módon változott:
| Lakosok száma | 332  | 386  | 414  | 469  | 553  | 535  | 531  | 535  | 526  | 507  |
|               | 1968 | 1982 | 1990 | 2006 | 2013 | 2015 | 2017 | 2019 | 2020 | 2022 |